# Архидам III
Архида́м III (др.-греч. Ἀρχίδαμος Γ΄; погиб в 338 до н. э.) — царь Спарты из династии Еврипонтидов в 360—338 годах до н. э.

## Биография

### Ранние годы
В 371 году до н. э. Архидаму, сыну царя Агесилая II, по причине болезни его отца, было поручено командование армией, посланной на помощь спартанским войскам, разбитым в битве при Левктрах. Армия состояла из спартанцев и союзных контингентов. Остатки разбитых войск Архидам встретил в Мегасфене в Мегариде уже после того, как было заключено перемирие с фиванцами. Распустив союзников, Архидам вернулся в Спарту.
В 368 году до н. э. Архидам командовал спартанским войском в походе на Аркадию. При поддержке вспомогательного отряда, присланного Дионисием Старшим, спартанцы добились некоторых успехов и дошли до окрестностей Мегалополя. Затем сиракузский отряд был отозван, и Архидаму пришлось начать отступление. Соединённые силы Аркадского союза и Мессении попытались отрезать спартанцам дорогу, но те решительным ударом прорвали фронт противника и проложили себе путь сквозь его ряды, нанеся аркадянам и мессенцам большие потери. По преданию, в этом сражении, прозванном Бесслёзной битвой, не погиб ни один спартанец.

### Царь Спарты
После смерти отца, скончавшегося во время похода в Египет в 360 году до н. э., Архидам III унаследовал царский престол Спарты.
В 356 году до н. э. Архидам III участвовал в подготовке Третьей Священной войны, предоставив стратегу-автократору Фокидского союза Филомелу субсидию в 15 талантов для вербовки наёмников. Павсаний, ссылаясь на Феопомпа, приводит анекдотические подробности об участии спартанского царя в расхищении сокровищ Дельфийского храма и сообщает, что жена Архидама Диниха получала подарки от влиятельных фокидян и поэтому склоняла мужа к союзу с этими святотатцами.
На самом деле союз с Фокидой был направлен против общего врага — Фив, и в ходе войны Спарта оказывала союзникам помощь. Так в 353 году до н. э., когда возникла угроза вторжения Филиппа II Македонского в Среднюю Грецию, Архидам III был послан во главе тысячи гоплитов участвовать в обороне Фермопильского прохода.
В 343 году до н. э. Тарент, страдавший от нападений луканов, обратился к своей метрополии Спарте за помощью. Архидам III набрал войско, преимущественно из бывших фокидских наёмников, оставшихся без дела по окончании Священной войны, и готовился отплыть в Италию, когда поступила просьба от жителей критского города Ликт, захваченного отрядами наёмников во главе с Фалеком. Переправившись на остров, Архидам освободил Ликт, после чего отправился в Тарент.
В Италии Архидам III несколько лет вёл борьбу с местными племенами, пока в 338 году до н. э. не погиб в сражении с луканами у Мандурии. Войско его было уничтожено. По свидетельству Диодора Сицилийского, это сражение произошло в тот же день, что и битва при Херонее. Павсаний писал, что Архидам не удостоился торжественного погребения по спартанскому обычаю, и видит в этом своеобразное возмездие Аполлона за соучастие этого царя в святотатстве фокидян.
В Спарте Архидаму III наследовали его сыновья — сначала Агис III, затем Эвдамид I.